# Paul Mukendi
Pour les articles homonymes, voir Mukendi.
Le texte peut changer fréquemment, n’est peut-être pas à jour et peut manquer de recul. 
Le titre et la description de l'acte concerné reposent sur la qualification juridique retenue lors de la rédaction de l'article et peuvent évoluer en même temps que celle-ci.
Paul Mukendi, né le 26 septembre 1977 à Lubumbashi en république démocratique du Congo, est un pasteur autoproclamé évangélique néo-charismatique fondamentaliste et criminel afro-canadien.
Au Canada, il est condamné à 8 ans de prison en février 2020 pour agressions sexuelles et physiques sur une adolescente, pour fraude fiscale en juillet 2021 et à 2 ans supplémentaire pour une autre agression sexuelle.
En août 2021, il fuit la justice canadienne et se réfugie en république démocratique du Congo.

## Biographie

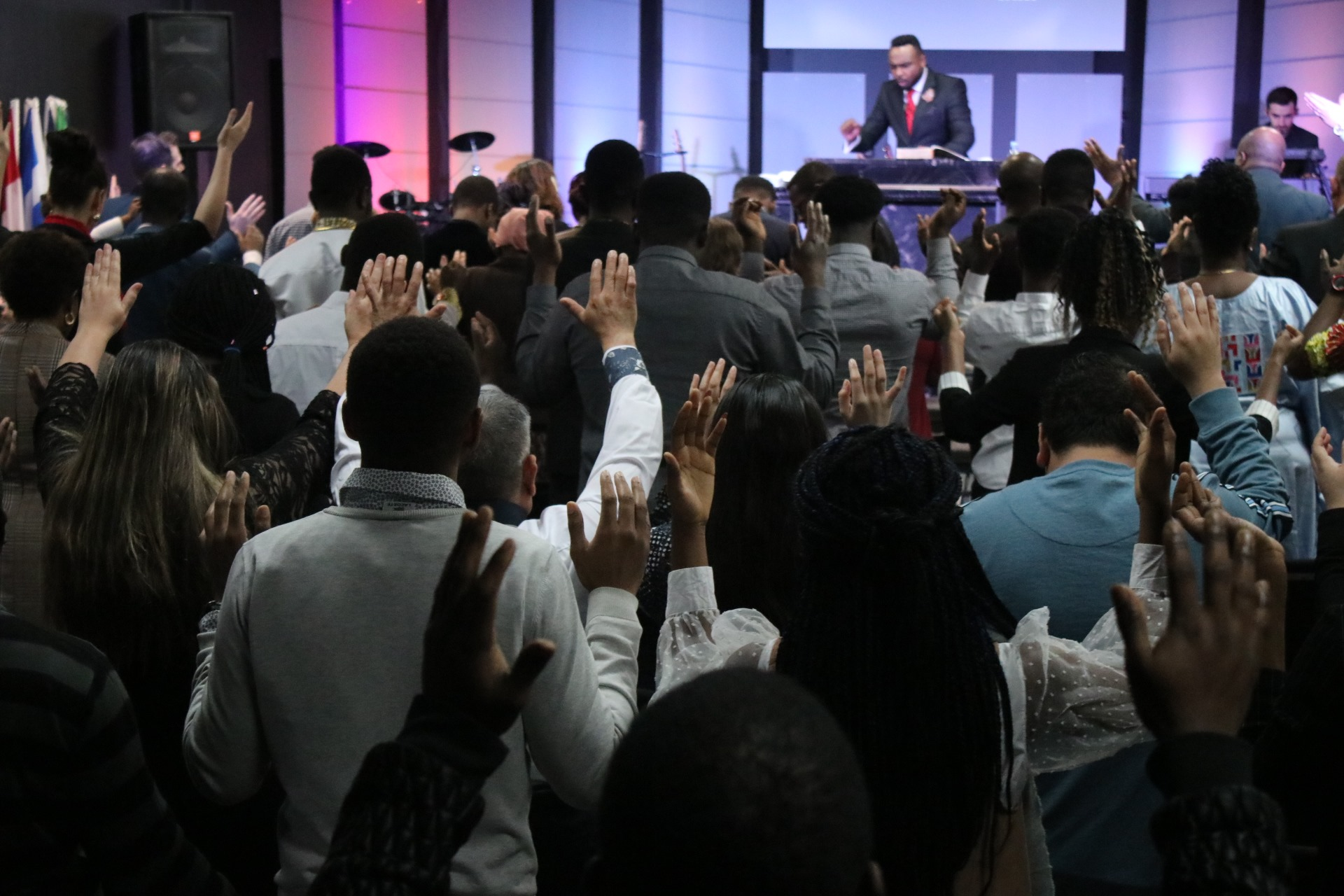
Paul Mukendi au Centre évangélique Parole de Vie à Québec en juin 2020.

Paul Mukendi est né le 26 septembre 1977 à Lubumbashi.

### Ministère au Canada
En 2004, il fonde une église néo-charismatique indépendante fondamentaliste, le Centre évangélique Parole de Vie à Québec, au Canada.
À partir de 2017, il a fait de nombreux appels aux dons pour l’achat du Colisée de Québec, mais le projet ne voit jamais le jour.
En 2021, il avait 325 000 abonnés sur Facebook, principalement à l’étranger et son église de Québec comptait quelques dizaines de fidèles.
Après ses condamnations, il fuit en république démocratique du Congo.

### Ministère en république démocratique du Congo
En décembre 2021, il tente d'organiser une conférence nationale « Ne vous conformez pas au siècle présent » à la salle Showbuzz de Kinshasa ce qui plonge ladite salle dans des démêlés juridiques à la suite de l'annulation de la réservation par ses dirigeants,,,,,. Paul Mukendi tente alors de tenir la même conférence à l'hôtel Pullman qui annule la prestation à la dernière minute. Finalement, ladite conférence a lieu en janvier 2022 à la salle Food Market où il continue de prêcher,,,.
Il est présenté comme un acteur clé derrière des manifestations anti-occidentales à Kinshasa, en février 2024, ciblant des chancelleries et la mission onusienne (Monusco).
Il vit ouvertement à Kinshasa où il se fait appeler « l’apôtre de Québec ».

## Condamnations judicaires

### Condamnations pour agressions sexuelles
Sous le coup de plusieurs chefs d'accusation en 2017 dont agressions sexuelles et physiques sur une adolescente de 14 ans par la justice canadienne, il répond à ses adversaires en se disant victime d'un complot,. Son passeport lui ayant été confisqué par la justice, il tente de le récupérer pour continuer son travail à l'international mais la justice le lui refuse,. Son Église soutient son pasteur et proclame son innocence.
Le 29 juin 2019, il est reconnu coupable,,,. 
Il prend le chemin de la prison le 29 juin 2019 mais la Cour ordonne sa libération sous conditionsquelques jours plus tard, le 8 juillet 2019. Il reprend son travail de prédicateur auprès de son Église en attendant sa sentence.
Lors de son procès, Pierre Mailloux intervient à titre d'expert pour le défendre et essayer de faire rejeter le rapport présentenciel. Il reçoit une sentence de 8 ans de prison le 27 février 2020,,,, mais est libéré le 3 mars 2020 pendant son appel.
Il porte le verdict en appel qui se voie rejeté,, le 16 août 2021.
Quelques jours plus tard, Paul Mukendi fuit la justice canadienne pour s’établir en république démocratique du Congo,,,. Ses fidèles clament le racisme et Mukendi continue à défendre sa cause sur la place publique,.
Un an après sa fuite, il continue de clamer son innocence et de défier la justice canadienne,,,,. Il annonce en conférence presse le 19 octobre 2021 vouloir saisir des instances internationales [Lesquelles ?] pour faire la lumière dans son dossier. 
En décembre 2021, il est condamné à 2 années de détention supplémentaires, au Canada, à la suite d'une nouvelle plainte d’agressions sexuelles sur une femme.

### Condamnation pour fraudes fiscales
De 2012 à 2016, il déclare un revenu moyen de 12 171 $. Il fait faillite en 2018. 
En 2019, il possède 11 montres de luxe et une maison de deux étages d’une valeur de 359 000 $ à Beauport, qu’il est forcé de quitter pour défaut de paiement. 
Il est accusé de fraude fiscale pour un montant de 430 000 $ par  Revenu Québec et l’Agence du revenu du Canada en 2019, pour avoir produit de fausses déclarations pour les années 2015 et 2016.
En juillet 2021, il plaide coupable et est condamné à une amende de 150 000 $.

## Opinions

### Critiques de l'Église catholique
Il tient souvent des propos controversés sur l'Église catholique et le pape François,,,.
Ainsi il apporte son soutien au pasteur Marcello Tunasi lui aussi critique de l'Église catholique,,.

### Critiques des homosexuels
Il critique les personnes homosexuelles qu'il juge possédées par des démons. Il les considère responsables de ses propres condamnations pour agressions sexuelles.

### Critiques de Denis Mukwege
En octobre 2023, lors des élections en Congo RDC, il exprime son désaccord en s’opposant farouchement au candidat Denis Mukwege, prix Nobel de la paix, à cause des valeurs qu’il ne partage pas comme la notion du genre,,. La firme congolaise de sondage d'opinion “Le Grand Oeil” a publié la même prédiction dans la presse deux jours avant, le 2 novembre, ainsi que la firme québécoise Léger, quelques semaines auparavant.

## Critiques

### Accusations de risques pour la santé physique et psychologique
En octobre 2017, la Direction de la protection de la jeunesse a reçu une ordonnance du tribunal de la Cour du Québec pour retirer les enfants de deux familles de l’église, en raison des risques pour la santé physique et psychologique que représentent les enseignements de Mukendi sur le jeûne.

### Accusations de dérives sectaires
Plusieurs anciens fidèles ont témoigné en 2021 de multiples dérives sectaires de Mukendi et de son église, à travers notamment les multiples pressions financières, l’isolement du fidèle de sa famille si elle n’est pas membre, la démonisation de ceux qui veulent quitter l’église pour une autre église.

### Accusations d’abus de pouvoir
En décembre 2023, le pasteur Cédric Malayi qui a remplacé pendant quelques mois Mukendi après sa fuite du Canada, l’accuse d’abus de pouvoir et d’abus financiers.

## Vie privée
Il est marié avec Carmen Mukendi et ils ont 4 enfants, Josué Mukendi, Esther Mukendi, Berenice Mukendi et Winner Mukendi.
En septembre 2021, au Canada, son épouse, Carmen Mukendi, est accusée de harcèlement de la victime de son mari et est mise en arrestation, puis est relâchée sous promesse de comparution. Elle est de nouveau arrêtée en octobre pour avoir planifié de fuir le pays, puis est libérée, sous plusieurs conditions, notamment de laisser son passeport aux enquêteurs.
En avril 2023, elle récupère son passeport et retourne retrouver son mari en république démocratique du Congo,,,.
Le 19 mai 2023, elle comparait au Palais de justice de Québec où toutes les accusations contre elle sont abandonnées, sous promesse de ne pas contacter l'une des victimes de son mari,,.

### Défaut de paiement
En 2020, le couple s’est acheté une nouvelle maison de deux étages pour 625 000$ à Cap-Rouge au nom de sa femme avec un prêt de 468 750 $, rénovée avec des matériaux haut de gamme pour un montant de 150 000 $, ne provenant pas d’un prêt bancaire. En 2022, le créancier a demandé la saisie de la propriété en raison de défaut de paiement.